# Myrmecaelurus armenicus
Myrmecaelurus armenicus is een insect uit de familie van de mierenleeuwen (Myrmeleontidae), die tot de orde netvleugeligen (Neuroptera) behoort. 
Myrmecaelurus armenicus is voor het eerst wetenschappelijk beschreven door Krivokhatsky in 1993.